# Triptyceen
Triptyceen is een polycyclische aromatische koolwaterstof met een driebladige ruimtelijke structuur, vergelijkbaar met die van barreleen. De structuur vormt de basis voor een stofklasse van verbindingen die triptycenen genoemd worden.
Formeel kan triptyceen beschouwd worden als het product van de diels-alderreactie van antraceen met benzyn.

## Synthese
De eerste synthese van triptyceen werd in 1942 gepubliceerd door Paul Doughty Bartlett en medewerkers van de Harvard-universiteit. Ze stelden de naam triptycene voor omdat de vorm van de molecule deed denken aan de triptych, een boek uit de Oudheid met drie delen die rond een gemeenschappelijke as scharnierden. Hun synthese bestond uit verschillende stappen, te beginnen met de reactie van antraceen met 1,4-benzochinon.

## Toepassingen
De driedimensionele structuur van triptyceen is erg star en vormt een basis voor afgeleide stoffen waarvan er vele bijzondere eigenschappen vertonen, bijvoorbeeld fluorescerende polymeren met een hoge thermische stabiliteit.